# Грачева, Ирина Леонидовна
Ири́на Леони́довна Гра́чева (5 сентября 1984, Ленинград) — российская и французская яхтсменка, рекордсменка мира по времени трансатлантического перехода на яхте с экипажем из двух человек от Бермудских островов до Плимута. Участница Регаты Mini transat 6,50 2019 года по одиночному пересечению Атлантического океана на яхте класса Mini длиной 6,5 метров.

## Биография
Ирина родилась в Ленинграде. Парусным спортом занимается с 12-ти лет. Имеет стаж участия в гонках в качестве рулевого, тактика, шкипера. Участница регат открытого моря «Фастнет» (Rolex Fastnet Race), Rolex Middle Sea Race, Caribbean 600 и Gotland Rund.
В июне 2017 года, вместе со шведским яхтсменом Микаэлем Рюкингом установила рекорд скорости по времени трансатлантического перехода на яхте Class 40 с Бермудских островов в Плимут — 13 дней 5 часов 19 минут 38 секунд. За это достижение Ирина Грачева в 2017 году была названа «Яхтсменкой года» в России по версии журнала Yacht Russia.
Утверждённая участница Регаты Mini transat 6,50 2019 года по одиночному пересечению Атлантического океана на яхтах класса Mini длиной 6,5 метров.
На 9 ноября 2019 года Ирина прошла половину втрого этапа трансатлантической гонки.
11 ноября 2019 года на яхте Ирины сломалась мачта в районе краспиц. Ей удалось установить аварийное парусное вооружение и продолжить гонку с уменьшенной скоростью.
14 ноября 2019 года Грачева вышла из гонки и перешла на судно сопровождения. В начале января 2020 года яхта Ирины Грачевой, дрейфовашая без мачты, была найдена и отбуксирована на остров Мартиника.

### 2020 год
Ирина Грачева стала чемпионкой открытого чемпионата Франции в дивизионе «прото» гоночных яхт класса «Мини 6,5».

### 2021 год
27 сентября Ирина стартовала в очередной гонке Mini-Transat 2021, где она является единственным участником от России.
13 ноября Грачева завершила гонку, заняв четвёртое место по сумме двух этапов.

Ирина Грачева заняла в этой регате четвертое место и стала первой в истории российского парусного спорта женщиной-яхтсменкой, которой удалось успешно завершить трансатлантическую гонку. Она же стала и первой россиянкой, дважды участвовавшей в гонках Мини-Трансат. В неформальном женском зачете Ирина – лучшая из 14 гонщиц, принимавших участие в нынешней трансатлантике.— .

### 2022 год
Ирина Грачева работает в команде береговой поддержки трансатлантической гонки   Ромовый маршрут.

### 2023 год
7 ноября Ирина Грачева и Шабольш Веорес стартовали из порта Гавр на лодке класса IMOCA под именем New Europa в трансатлантической гонке  Transat Jacques Vabre.

### 2024 год
Ирина Грачева входит в состав команды береговой поддержки Шабольша Веореса в кругосветной гонке одиночек Vendée Globe.

### 2025 год
Ирина Грачева входит в состав команды катамарана Calamity.

## Образование
- Санкт-Петербургский институт психологии и акмеологии, окончила в 2007 году.
- Факультет фотокорреспондентов имени Ю. А. Гальперина Союза журналистов Санкт-Петербурга и Ленинградской области.

## Спортивные результаты в гонках серииMini transat 6.50
- Июнь 2018 года. Гонка Мини Фастнет 2018 (вместе с Василием Алексеевым), Место — 24 из 51 участника. Время прохождения дистанции: 4 дня 3 часа 49 минут.
- Июль — август 2018 года, гонка категории А. Маршрут: Ле-Сабль-д’Олон — Азорские острова — Ле-Сабль-д’Олон[32]. Общая длина дистанции — 2600 морских миль (4815 км). Место по сумме двух этапов — 14 из 38 участников. Время по сумме двух этапов: 20 дней 15 часов 53 минуты[33].
- 13 ноября 2021 года Грачева завершила гонку через Атлантику, заняв четвёртое место по сумме двух этапов[22].

## Награды
- В январе 2021 года стала лауреатом премии «Яхтсмен 21 века. Надежда России»[34].
- В декабре 2021 года признана яхтсменкой года Санкт-Петербурга[35].
- В конце декабря 2021 года признана «Яхтсменкой России 2021»[36].